# Sergio Henríquez
Sergio Luis Alberto Henríquez Díaz (Santiago, 25 de marzo de 1955) es un ingeniero comercial y político chileno, cercano a la Democracia Cristiana, ex ministro de Estado del presidente Eduardo Frei Ruiz-Tagle.

## Biografía
Estudió ingeniería comercial en la Universidad de Chile y, posteriormente, realizó cursos en la Universidad Adolfo Ibáñez.
Se desempeñó por largos años en el sector privado, fundamentalmente en lo relativo a desarrollo de proyectos y mercado de capitales. También hizo clases en la Universidad de Chile, de Santiago, Diego Portales y en la Escuela de Ingeniería Naval.
En los años noventa fue gerente general de O'Higgins Asesorías Financieras y de O'Higgins Agente de Valores, ambas del grupo Luksic, pasando luego al Estado, como gerente general de la sanitaria Esval (1995), empresa que pocos años después sería privatizada.
En 1997 fue nombrado por Frei Ruiz-Tagle como ministro de Vivienda y Urbanismo, en reemplazo de Edmundo Hermosilla. Este último le había presentado su renuncia al mandatario tras reconocer públicamente haber recibido un caballo de regalo de parte del dueño de Copeva, Francisco Pérez Yoma. 
La llegada de Henríquez respondió a su cercanía con Francisco Frei y Gutenberg Martínez, razón que habría incidido también cuando se le designó en Esval.
En el Gobierno del presidente Ricardo Lagos asumió como presidente de la estatal Polla Chilena de Beneficencia y en el de Michelle Bachelet como presidente de la Empresa de Correos de Chile.
Por su cercanía a Frei Ruiz-Tagle, fue considerado uno de sus asesores más estrechos en las elecciones presidenciales de 2009.
Se desempeñó también como presidente del Consejo de Especialidad de Ingeniería Comercial del Colegio de Ingenieros de Chile.
Trabaja en el cargo de Director, presente dentro de la Junta Directiva en la Universidad Central de Chile, junto a Juan Francisco Ortún Quijada, Samuel Fernández Illanes, María Teresa del Río Albornoz, y Rita Coya Costa.